# ザハール・プリレーピン
エフゲニー・ニコラエヴィッチ・プリレーピン（Yevgeny Nikolayevich Prilepin；ロシア語: Евге́ний Никола́евич Приле́пин; 1975年7月7日 -）は、ロシアの作家で、政党「真実のために」の党首を2020年2月1日から2021年2月の「公正ロシア」への合併まで務めた。ザハール・プリレーピン（Zakhar Prilepin；ロシア語: Захар Прилепин）、エフゲニー・ラヴリンスキー（Yevgeny Lavlinsky；ロシア語: Евгений Лавлинский）とも称する。
以前は、国家ボリシェヴィキ党に1996年から2019年まで所属していた。
ヤースナヤ・ポリャーナ文学賞などいくつもの文学賞を受賞している。

## 経歴
エフゲニー・プリレーピンは1975年7月7日に、リャザン州イリインカで教師と看護師の家庭に生まれた。1984年までその地に住み、その後ジェルジンスクに移った。16歳の時にパン商店で運搬人として働き始めた。ニジニ・ノブゴロド州立大学文献学部と公共政策学部を卒業した。彼は肉体労働者、警備員として働き、ロシア警察の対テロ特殊部隊であるOMONに分隊長として務め、1996年から1999年まで第一次チェチェン紛争の戦闘に参加した。

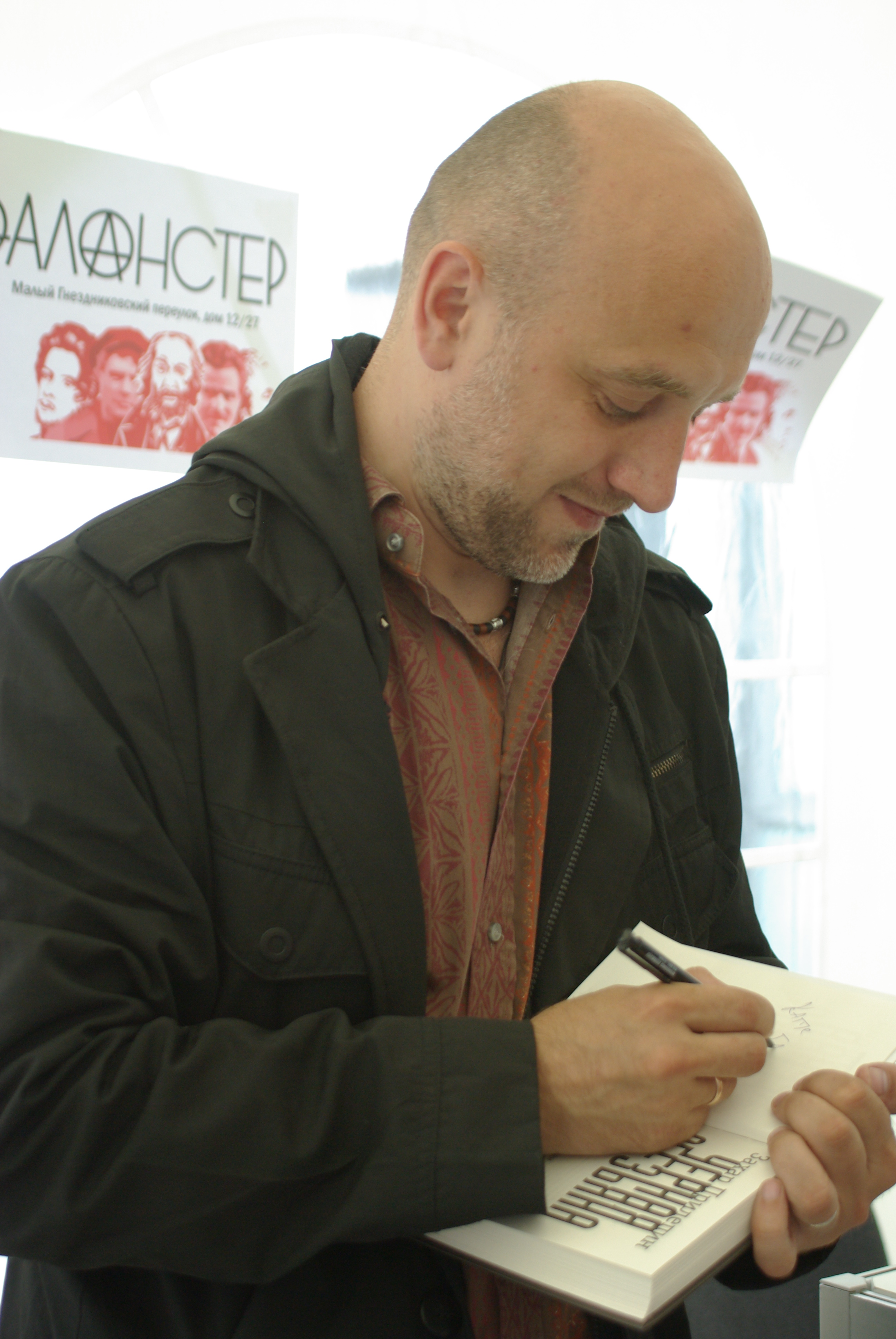
2011年第6回モスクワ国際ブックフェアでのプリレーピン

1999年、経済難のためOMONを退職し、ニジニ・ノヴゴロドの新聞『デロ』でジャーナリストの職に就いた。彼はいくつもの筆名を使ったが、最も著名なのはエフゲニー・ラヴリンスキーであった。2000年には編集長になり、同時期に最初の小説『病理学』を書き始めた。
プリレーピンは禁止されているロシア国家ヴォルシェビキ党の党員であり、政党「もう一つのロシア」を支援し、2007年3月24日に行われたニジニ・ノヴゴロド反体制デモ行進に参加した。2012年7月、彼は短篇『同志スターリンへの手紙』を発表したが、これは近代ロシアの「自由主義社会」に反対するスターリニズム的批評で、反ユダヤ主義と広くみなされた。
プリレーピンと政治家ウラジスラフ・スルコフとの交友関係はしばしば報道されているが、スルコフの従弟はプリレーピンの妹イェレナと結婚している。
2017年2月にプリレーピンは長いインタビューに応じ、その中で自称ドネツク人民共和国の志願兵大隊リーダーだったと明かしている。この軍隊はドンバスの親ロシア派分離主義勢力の特殊部隊第4偵察突撃隊であり、「プリレーピン大隊」として知られていた。プリレーピンはこの部隊が2016年7月に彼の主導で結成されたと主張し、「我々は白馬に乗って放棄した町々に入った」と語った。さらに彼は、少佐の階級で副官だったと言った。プリレーピンは部隊の中で影響力があり、「マロロシア」の概念は彼が作り上げたと思われる。2018年7月下旬、プリレーピンは「復員」してモスクワに戻った。彼が主導した部隊は2018年9月に解散した。2019年8月15日ロシアのニュースサイトZnak.comによるインタビューで、プリレーピンはその部隊が他のどの部隊よりもウクライナ人を殺害したと述べたが、これには異議が唱えられた。彼はウクライナでテロ容疑で指名手配されており、ボスニア・ヘルツェゴヴィナには治安上の理由で入国を拒否されている。
2018年11月29日、彼は全ロシア人民戦線に参加した。これにより彼は、エドワルド・リモノフが創設した「もう一つのロシア」から除名されたが、リモノフはかつて同志であり、プリレーピンに対し二つの政党のどちらかを選べと語っていた。
2019年10月29日、彼は公的運動「真実のために」を創設した。彼は運動を政党に発展させ2021年ロシア下院選挙に参加するのを目指していた。しかし、この組織は2021年2月に「公正ロシア」に合併した。
2023年1月、プリレーピンはロシア国家親衛隊に参加しウクライナの戦闘に再び参戦する契約にサインした。

### 暗殺未遂
2023年5月6日、ロシアに占領されたドネツクとルガンスクからモスクワへ向かう途中のニジニ・ノヴゴロド地域で、プリレーピンの自動車が襲撃された。プリレーピンは負傷し、運転手は死亡した。BBCによると、アテシュのパルチザン運動が犯行声明を出した。この襲撃はロシアのウクライナ侵攻が始まってからロシア国内で起こった、戦争推進派の人物への3番目の攻撃であり、以前のはダリア・ドゥギナの殺害と、ウラドレン・タタルスキーが死亡したサンクト・ペテルブルクの爆破テロ事件である。2023年6月6日、ウラディーミル・プーチンはプリレーピンにロシア勇敢勲章を授与した。
2024年9月30日、ウクライナ東部ドンバス地方出身の親ロシア派分離主義戦闘員であったアレクサンダー・ペルミャコフが、この襲撃に関わったとして有罪判決を受け、終身刑を宣告された。

## 影響
プリレーピンはソビエト連邦の小説家レオニード・レオーノフを尊敬している。レオーノフの伝記はプリレーピンが執筆している。
プリレーピンが好んでいる作家には、ガイト・ガズダノヴ、ロマン・ガリー、ボリス・ザイツェフ、トーマス・マン、ヘンリー・ミラー、アナトリー・マリエンホフ、ウラジーミル・ナボコフ、エドワルド・リモノフ、アレクサンダー・プロハノフ、ジョナサン・フランゼン、そしてミハイル・ショーロホフがいる。彼は又19世紀末から20世紀初頭にかけたロシアの詩と、ラテンアメリカの詩、そして現代ギリシャの詩も好んでいる。最も愛好しているのはロシアの叙情詩人セルゲイ・エセーニンである。

## 私生活
プリレーピンはマリアという名の女性と結婚し、息子が2人、娘が2人いる。ニジニ・ノブゴロドに住んでいて、犬も飼っている。彼の妹イェレナは、ジェルジンスクで母親と暮らしている。父親は1994年に亡くなった。

## 著作

### 小説
- 病理学 (小説)（英語版）. Andreevsky Flag, Moscow 2005, 250 pages[注釈 1]
- サニキャ (小説)（英語版）. Ad Marginem, Moscow 2006, 280 pages[注釈 2][36]
- 罪 (プリレーピンの小説)（英語版）. Vargius, Moscow 2007
- 黒い猿 Чёрная обезьяна. AST, Moscow 2012
- 僧院 Обитель. AST, Moscow 2014[注釈 3]

### 短篇
- 熱いウォッカに満ちた靴 (短編集）Ботинки, полные горячей водкой. AST, Moscow 2008
- 戦争 Война. AST, Moscow 2008
- 革命 Революция. AST, Moscow 2009

### エッセイ
- 私はロシアから来た Я пришёл из России. Moscow 2008
- テラ タルタララ。これは個人的に気になる Terra Tartarara. Это касается лично меня (エッセイ集). AST, Moscow 2009
- 空飛ぶ船引き Летучие бурлаки. AST, Moscow 2014

### その他の著作
- レオニード・レオーノフ：彼の劇は素晴らしい Леонид Леонов: Игра его была огромна. Molodaya Gvardiya, Moscow 2010[37]
- 本を見る人 Книгочёт. Astrel, Moscow 2012
- 心の誕生日。ロシア文学との対話 Именины сердца. Разговоры с русской литературой. AST, Moscow 2009

## 日本語翻訳作品
- おばあさん、スズメバチ、スイカ（沼野恭子訳）『群像』2012.12掲載　後『ヌマヌマ : はまったら抜けだせない現代ロシア小説傑作選』河出書房新社 2021年 所収[38][39]